# Los Angeles Misioneros Futbol Club
Il Los Angeles Misioneros Futbol Club è una società calcistica statunitense fondata nel 2006.
Il club è membro della Premier Development League (PDL), e gioca le partite interne di campionato presso il complesso sportivo della California State University, San Bernardino, a San Bernardino (Stati Uniti d'America).
Durante i suoi primi anni di vita, la squadra era nota con il nome di Los Angeles Storm; nel 2010 prese il nome di Los Angeles Azul Legends, denominazione che venne sostituita l'anno successivo con Los Angeles Misioneros.

## Storia
Il club, noto all'epoca con il nome di Los Angeles Storm, debuttò nella PDL nel 2006, sotto la guida dell'allenatore Chris Volk. Lo stadio di casa degli Storm era il Citrus Stadium di Glendora (California). La prima stagione fu caratterizzata da alti e bassi, e alla fine gli Storm si classificarono sesti in campionato, ben lontani dalla zona play-off.